# 新会村
新会村（しんかいむら）は埼玉県の北西部、大里郡に属していた村。当初は榛沢郡所属であった。
2010年の埼玉・群馬県境変更に伴い、当村域のうち大字高島の一部は群馬県太田市の一部になっている。

## 地理
- 河川：利根川、小山川

## 歴史
- 1889年（明治22年）4月1日 - 町村制施行により、新戒村、成塚村、高島村が合併し榛沢郡新会村が成立する。
- 1896年（明治29年）3月29日 - 榛沢郡が大里郡、幡羅郡、男衾郡と統合し大里郡となる。
- 1954年（昭和29年）11月3日 - 八基村と合併し豊里村を新設する。
- 1955年（昭和30年）1月1日 - 豊里村が中瀬村と合併し豊里村を新設する。
- 1973年（昭和48年）4月1日 - 豊里村が（旧）深谷市へ編入される。
- 2006年（平成18年）1月1日 - 深谷市が岡部町、花園町、川本町と合併し（新）深谷市を新設する。
- 2010年（平成22年）3月1日 - 深谷市大字高島の一部が群馬県太田市へ編入される。（越境合併）